# كشف الميزانية الغذائية

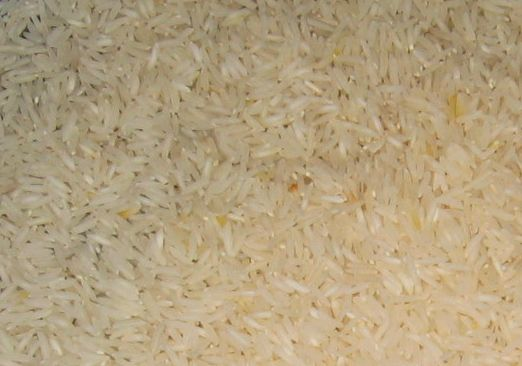

يُظهر كشف الميزانية العمومية للأغذية صورة مختصرة لنمط الإمداد الغذائي للبلد. ولكل عنصر غذائي، يرسم توفر السلع الأولية للاستهلاك البشري، أي مصادر التوريد واستخدامه من حيث القيمة الغذائية.
كشف الميزانية العمومية للأغذية هو عبارة عن تجميع شامل لإمدادات الأغذية في البلد المختار خلال فترة زمنية محددة. ويظهر كشف الميزانية العمومية للأغذية المواد الغذائية للاستهلاك البشري، إلى جانب كيفية إنتاجها واستخدامها واستيرادها وتصديرها، وكيفية إفادتها للمجتمع (نصيب الفرد من العرض). إن الكمية الإجمالي- المنتجة في بلد- مُضاف إلى إجمالي الكمية المستوردة والمُعدلة إلى أي تغيير في المخزونات -التي ربما حدثت منذ بداية الفترة المرجعية- يعطي الإمداد المتاح خلال تلك الفترة. وعلى جانب الاستخدام، يتم التمييز بين الكميات المصدرة، والمستوردة للثروة الحيوانية + المستخدمة للبذور، والخسائر أثناء التخزين والنقل، والإمدادات الغذائية المتاحة للاستهلاك البشري. ثم بعد ذلك يتم الحصول على نصيب الفرد من كل بند غذائي متاح للاستهلاك البشري عن طريق قسمة الكمية المعنية على البيانات ذات الصلة على السكان المشاركين فعليًا. يتم التعبير عن البيانات الخاصة بنصيب الفرد من الإمدادات الغذائية من حيث الكمية وعن طريق تطبيق عوامل تركيب الأغذية المناسبة لجميع المنتجات الأولية والمُصنّعة أيضًا من حيث قيمة الطاقة الغذائية، ومحتوى البروتين والدهون.
وتغطي الميزانية العمومية للأغذية الإنتاج والتجارة والأعلاف والبذور والنفايات والاستخدامات الأخرى والوفرة والكميات والسعرات الحرارية والبروتينات والدهون. ومن خلال الجمع بين هذه العناصر، يمكن للمرء اكتشاف الأمن الغذائي للبلد، وكيف يعتمد على المحاصيل / المواد الغذائية المستوردة، وكيف يساهم ذلك في الصادرات العالمية.
ووفقًا لمارغريت بوكانان سميث من معهد تنمية ما وراء البحار تاتي، لندن، فإن الميزانية الغذائية هي الطريقة الأكثر تقليدية والأكثر استخدامًا لترجمة «بيانات الإنذار المبكر لمتطلبات المعونة الغذائية».

## الميزانية الغذائية الإقليمية لشرق إفريقيا
تم تطوير الميزان الغذائي الإقليمي لمجموعة شرق إفريقيا من قبل أمين جماعة شرق أفريقيا (EAC) بالتعاون مع الدول الشركاء للمجموعة (منظمات القطاع العام والخاص ذات الصلة). وطُور لاحقًا طبقًا لأحكام خطة عمل الأمن الغذائي الخاصة بـالمجموعة.
وإن الخلفية الكامنة وراء تطورها هي الاعتراف بأنها أداة مهمة في جهود المناطق لإدارة حالة الأمن الغذائي. فمن حيث المبدأ، من المتوقع أن تعطي الميزانية الإقليمية للأغذية معلومات دقيقة وموثوق بها عن توافر الغذاء في الفترة الحالية. ويُعد هذا خروجًا عن الميزانية الغذائية التقليدية المعروفة التي أعطت معلومات تاريخية. ولذلك فإن الميزانية الإقليمية للأغذية (RFBS) أداة قوية تستخدمها الحكومات في تحديد مدى كفاية الإمدادات الغذائية لأغراض إدارة المخاوف المتعلقة بالأمن الغذائي. وفي الحالات التي يسجل فيها صندوق الاحتياطي الفيدرالي فائضًا في الغذاء، يكون التأثير المباشر هو الإفراج عن الأموال التي كانت الحكومة سوف ترتبط بها لتأمين الغذاء دون معرفة أن المنطقة لديها ما يكفي من الغذاء. كما أنه يشجع الحكومات على اتخاذ تدابير استباقية لسياسة التجارة؛ لتشجيع تدفق الأغذية من البلدان التي يكشف عنها صندوق الاحتياطي الفيدرالي بأنه يتمتع بفائض. وبالتالي فإنه يؤدي إلى تحقيق أهداف الاتحاد الجمركي لجماعة شرق أفريقيا من التدفق الحر للبضائع داخل منطقة شرق أفريقيا.
ويُعد كشف الميزانية الإقليمية للأغذية (RFBS) أداة قوية للقطاع الخاص لاستخدامها في تخطيط الصادرات والواردات. التفضيل الأول بسبب الواجبات التفضيلية هو السوق الإقليمية لمنطقة شرق إفريقيا، حيث يمتلك القطاع الخاص ميزة على الإمدادات الأخرى القادمة من خارج منطقة شرق إفريقيا. ويمكّن القطاع الخاص من استخدام التحوط من التعريفات الخارجية المشتركة التي تؤيد التجارة داخل منطقة شرق أفريقيا لاستغلال الإمكانات التجارية لمختلف المنتجات المشمولة في إطار نظام كشف الميزانية الإقليمية للأغذية (RFBS). وكشف الميزانية الإقليمية للأغذية (RFBS) هو أيضًا أداة يستخدمها القطاع الخاص لإشراك الحكومات، فكلما تم الإبلاغ عن عجز في الإمدادات، كما يتضح من كشف الميزانية الإقليمية للأغذية، ولا يمكن للحكومة تداركه. في مثل هذه الحالة، سيتم استخدام بيانات كشف الميزانية الإقليمية للأغذية RFBS للضغط من أجل البقاء المؤقت لتطبيق التعريفات الخارجية المشتركة للمنتجات التي تواجه نقصًا إقليميًا. إن كشف الميزانية الإقليمية للأغذية هوأداة قوية لوكالات الإغاثة لاستخدامها في تحديد أزمة الأمن الغذائي الإقليمية والتخطيط لإمدادات الإغاثة. كما أنها أداة مفيدة لوكالات الإغاثة لاستخدامها في توفير الإمدادات الغذائية من المنطقة على أساس توافر الغذاء الذي تم الكشف عنه. ولقد تم إعلام نطاق الميزانية الشاملة للمأكولات الغذائية في مجموعة شرق أفريقيا على المنتجات ذات الأولوية في مجال الأمن الغذائي في مجموعة شرق آسيا والتي تشملها العناصر التالية: (أ) الحبوب والبقول (ب) الثروة الحيوانية (اللحوم ومنتجات الألبان والدهون (ج) مصايد الأسماك (د) البستنة (الفواكه والخضروات والجذور والدرنات) (هـ) المحاصيل الصناعية (منتجات السكر والسكر، الزيوت النباتية والزيوت النباتية)

## ساحل العاج
في ساحل العاج ، بلد نام، يُعد الأمن الغذائي قضية. ويتجلى ذلك في إطار ميزانية ساحل العاج لعام 2009 (أحدث الإحصاءات) الخاصة بموازنة الأغذية. فالحبوب - بما في ذلك القمح والذرة والجاودار والشوفان وغيرها - هي جزء كبير من النظام الغذائي الإيفواري. ويتم استيراد 1834000 طن متري، وإنتاج 1167000 طن متري، في حين يتم تصدير 112000 طن متري فقط. يعد إنتاج الكاكاو في ساحل العاج أكبر صناعة للكاكاو في العالم، حيث يمثل 30٪ من الإنتاج العالمي في عام 2009. وفي الوقت الذي ينتج فيه 1223000 طنًا متريًا، يصرف الايفواريين 1192000 طنًا متريًا، مما يجعل الكاكاو محصولًا نقديًا كبيرًا.
1. ↑  Buchanan-Smith، Margaret؛ Davies، Susanna (1995-01). Famine Early Warning and Response. Rugby, Warwickshire, United Kingdom: Practical Action Publishing. ISBN:9781853392917. مؤرشف من الأصل في 2019-12-13. {{استشهاد بكتاب}}: تحقق من التاريخ في: |تاريخ= (مساعدة)